# Eudo de Borgonha, Conde de Nevers
Eudo de Borgonha, Conde de Nevers (em francês:  Eudes de Bourgogne, Comte de Nevers; ca. 1231 - Acre, 4 de agosto de 1266), foi um nobre francês da Casa de Borgonha que, por casamento, veio a ser Conde de Nevers, de Auxerre e de Tonnerre.
Era o filho mais velho de Hugo IV da Borgonha e herdeiro do Ducado da Borgonha. No entanto, o seu desaparecimento, em 1266, seguido do de seu irmão João de Borgonha no ano seguinte, precipita uma crise de sucessão no ducado, uma vez que os dois irmãos, mortos antes do pai, apenas deixaram filhas.   

## Biografia
Filho mais velho e herdeiro de Hugo IV, duque de Borgonha, e da sua primeira esposa, Iolanda de Dreux, o seu pai casa-o, em fevereiro de 1248, com  Matilde II de Bourbon, rica herdeira dos condados de Nevers, de Auxerre e de Tonnerre, filha de Arcambaldo IX, Senhor de Bourbon, e de Iolanda de Nevers, herdeira de Nevers, de Auxerre e de Tonnerre.
Caso ele tivesse vivido mais tempo, este casamento teria permitido a anexação de um importante património ao ducado de Borgonha, mas Eudo vem a morrer antes do seu pai, deixando apenas filhas, pelo que o destino dos três condados permanece separado do do Ducado de Borgonha.

## Casamento e descendência
De facto, do seu casamento com Matilde II, Eudo teve apenas filhas:
- Iolanda (Yolande) (1247-1280), sucessora da mãe como condessa de Nevers. Seu primeiro marido foi João Tristão da França, conde de Valois, e depois foi casada com o conde Roberto III da Flandres, com quem teve cinco filhos;
- Margarida (Marguerite) (1249–1308), sucessora da mãe como condessa de Tonnerre. Foi rainha de Sicília e Nápoles como a segunda esposa de Carlos I da Sicília;
- Adelaide (Alix) (1251 – 1279), sucessora da mãe como condessa de Auxerre. Casou com o conde João I de Chalon;
- Joana (Jeanne) (1253 – 1271).

Tendo ficado viúvo, Eudo decide integrar uma Cruzada indo combater na Terra Santa. No Outono de 1265, o conde e Érard, Senhor de Vallery e Condestável da Champanhe, levando com eles um contingente de aproximadamente sessenta cavaleiros, chegam a Acre em 20 de outubro , preparando-se para defender a cidade contra as ameaças do sultão .
É nesta cidade que Eudo de Nevers morre, em 4 de agosto de 1266, sendo sepultado no cemitério de São Nicolau de Acre e o seu coração é tranladado para a Abadia de  de Cîteaux, necrópole tradicional dos Duques de Borgonha.
De acordo com um a “Crónica do Templário de Tiro”, Eudo de Nevers more deixando uma reputação de santidade.
Rutebeuf compôs, por ocasião desta morte, uma canção fúnebre, La Complainte du comte Eudes de Nevers entre agosto de 1266 e março de 1267, provavelmente no fim do ano de 1266.